# Носов, Юрий Романович
Юрий Романович Носов (1931—2015) — создатель первых советских кремниевых плоскостных диодов, один из основателей диодной подотрасли электронной промышленности СССР, специалист в области полупроводниковых приборов (физика, теория, проектирование, разработки, исследования, производство, применение).

## Биография
Юрий Носов родился 8 сентября 1931 года в Москве.
Отец — Носов Роман Иванович, выходец из крестьянской семьи Курской губернии; участник Первой мировой, Гражданской, Великой Отечественной войн; профессиональный связист; 3 июля 1941 года в возрасте 46 лет добровольцем вступил в ополчение, участвовал в боях под Москвой, в последний год войны обеспечивал связью штаб фронта под командованием И. Д. Черняховского, закончил войну в Кёнигсберге, награждён орденом «Красной Звезды».
Мать — Попова Мирра (Матрёна) Васильевна, из семьи донских казаков-интеллигентов Ростовская область, станица Нижне-Курмоярская (её отца А.Толстой упоминает в повести «Хлеб»), окончила царицынскую гимназию с серебряной медалью; участвовала в обороне Царицына; в 18 лет вступила в коммунистическую партию и сохранила партбилет до конца жизни (декабрь 1997 года); окончила Московский энергетический институт; работала инженером на ГРЭС № 1 в Москве; в середине 1930-х годов участвовала в строительстве Баксанской ГЭС; во время Великой Отечественной войны работала инженером на ГРЭС, расположенной в г. Балахна.
Юрий Носов в 1949 году окончил школу с золотой медалью и поступил в Московский государственный университет на Физико-технический факультет (в Долгопрудном). В 1951 году в связи с реорганизацией «физтеха» был переведён на Физический факультет, который и закончил в 1954 году по базовой кафедре в ЛИПАН (будущий ИАЭ им. И. В. Курчатова), специализируясь в области ядерной физики. Во время учёбы слушал лекции выдающихся советских учёных, таких как П. Л. Капица, Е. М. Лифшиц, Л. Д. Ландау, Г. С. Ландсберг, М. А. Лаврентьев, А. Н. Тихонов, А. М. Прохоров, И. М. Франк, И. В. Курчатов, Г. Н. Флёров, Л. А. Арцимович, С. Г. Калашников.
С 1955 по 1959 год Ю. Р. Носов работал в СКБ‑245 МПСА (будущий НИЦЭВТ): инженер, нач. лаборатории, с 1959 года и до 2015 года работал в НИИ-311 — АО "НПП «Сапфир».
В 1964 году Ю. Р. Носов защитил кандидатскую диссертацию в Учёном совете Ленинградского физико-технического института им. А. Ф. Иоффе. В 1968 году защитил докторскую диссертацию, в 1970 году получил учёное звание профессора. Оппонентами по его диссертациям были выдающиеся физики и электронщики В. М. Тучкевич, В. И. Стафеев, И. П. Степаненко, Б. Ф. Высоцкий.
В 1969 году по совместительству стал зав. кафедрой микроэлектроники в Московском институте электронного машиностроения. В период 1973—1982 гг. — по совместительству профессор МИЭМ и МАТИ им. К. Э. Циолковского.
Вся трудовая деятельность Ю. Р. Носова связана с актуальными проблемами полупроводниковой физики и электроники. В своих работах он идёт от фундаментальных физических основ через прикладные исследования и инженерно-технологические проработки к обязательному выходу полупроводниковых прибора в промышленность.
Коллективы учёных и разработчиков под руководством Ю. Р. Носова дважды становились Лауреатами Государственной премии СССР:
- в 1972г — за научно-техническую разработку, создание технологии массового производства и широкое внедрение в народное хозяйство полупроводниковых импульсных диодов и диодных матриц в 1972 г.
- в 1986г — за разработку и внедрение в народное хозяйство приборов некогерентной оптоэлектроники.

В 1991г — Лауреат Премии Совета министров СССР за сверхбыстродействующие кремниевые диоды в составе совместного коллектива Херсонского Объединения «Днепр» и НИИ «Сапфир».
В 1970-е годы Ю. Р. Носов активно занимается научно-общественной деятельностью. Как председатель секции «Микроэлектроника» в НТО РЭС им. А. С. Попова и секции «Оптоэлектроника» в НТО Приборостроения им. С. И. Вавилова организует и проводит семинары, конференции, конкурсы лучших работ, выставки достижений по полупроводниковой электронике на ВДНХ. Для студентов и старшеклассников публикует ряд популярных брошюр по оптоэлектронной тематике по линии Общества «Знание», а также статьи в журнале «Квант», издаёт книгу «Дебют оптоэлектроники».
Член российского отделения Международного общества инженеров оптики (SPIE).
Автор 15 монографий, более 200 научных статей, 68 изобретений.
Со второй половины 1990-х годов Ю. Р. Носов начал активно заниматься историей электроники. В течение 15 лет опубликовал более 50 статей и 3 монографии на эту тему. Исследование истории электроники США привело Ю. Р. Носова к увлечению общей историей этой страны, в результате чего появилась его книга об истории американского президентства..
Умер 20 ноября 2015 г. Похоронен на Николо-Архангельском кладбище в Москве.

## Факты из жизни
С юных лет Ю. Р. Носов увлекался игровыми видами спорта (футбол, волейбол, шахматы), в 1954 году стал первым чемпионом МГУ по настольному теннису. Благодаря увлечению туризмом в юности, а в дальнейшем благодаря служебным командировкам на заводы отрасли и на научные конференции объездил и облетел всю страну (тогда СССР) от Бреста до Владивостока и от Мурманска до Ферганы, побывал во всех республиках Советского Союза. В постперестроечный период посетил более 30 стран, побывал на всех континентах. Статьи о его путевых впечатлениях печатались в журнале «Эхо планеты», часть этих очерков вошла в книгу «Электроника и мир»..
У Ю. Р. Носова две дочери и сын, а также два внука и четыре внучки.

## Награды и премии
Государственная премия СССР (1972) — за научно-техническую разработку, создание технологии массового производства и широкое внедрение в народное хозяйство полупроводниковых импульсных диодов и диодных матриц.
Государственная премия СССР (1986) — за разработку и внедрение в народное хозяйство приборов некогерентной оптоэлектроники.
Премия Совета Министров СССР (1991) — за разработку и внедрение в народное хозяйство сверхбыстродействующих кремниевых диодов.
Орден "Знак Почета (1966 г.), орден Трудового Красного Знамени (1972 г.), почётное звание «Заслуженный деятель науки и техники» (Указ подписан 18.12.1991 Б. Н. Ельциным). Почётная грамота Правительства Российской Федерации (подписана Председателем Правительства М. М. Касьяновым 03.09.2001), а также медали: «В ознаменование 100-летия со дня рождения В. И. Ленина», «Ветеран труда», «В память 850-летия Москвы», «300 лет Российскому флоту».
Ведомственные медали и знаки: Золотая медаль ВДНХ (четырежды), медали «Имени С. П. Королёва», «100 лет профсоюзам России», «50 лет ракетным войскам стратегического назначения», «50 лет победы в Великой Отечественной войне» (это от Сажи Умалатовой), знаки: «Почётный радист СССР» и «Почётный радист России», «Почётный работник электронной промышленности», «За заслуги в развитии радиоэлектроники и связи».
Ю. Р. Носов — Почётный академик Инженерной академии им. А. М. Прохорова.

## Память
После смерти Юрия Романовича к его 85-летию издана книга — Замечательные страницы жизни профессора Ю. Р. Носова. Составители: Матвеева А. Ю., Носова Н. Ю., Сенников И. А., Чистова Т. С., М., 2016, 904 с
07 сентября 2016 года в Москве в здании АО "НПП «Сапфир» открыта Мемориальная доска Носову Ю. Р. (автор Карэн Саркисов).

## Основные научные работы
1. Полупроводниковые импульсные диоды. М., Сов. радио, 1965, 224 с. Переведена в Польше.
2. Полупроводниковые диоды с накоплением заряда и их применение. Под ред. Ю. Р. Носова. М., Сов. радио, 1966, 152 с. (Соавторы: С. А. Еремин, О. К. Мокеев)
3. Физические основы работы полупроводникового диода в импульсном режиме. М., Наука, 1968, 263 с. Переведена в США.
4. Полупроводниковые диоды. Параметры, методы измерений. Под ред. Н. Н. Горюнова и Ю. Р. Носова. М., Сов. радио, 1968, 304 с. (С коллективом соавторов)
5. Математические модели элементов интегральной электроники. М., Сов. радио, 1974, 304 с. (Соавторы: К. О. Петросянц, В. А. Шилин). Переведена в Чехословакии.
6. Полупроводниковые приборы с зарядовой связью. М., Сов. радио, 1976, 144 с. (Соавтор: В. А. Шилин)
7. Оптоэлектроника. М., Сов. радио, 1977, 232 с.
8. Оптроны и их применение. М., Радио и связь, 1981, 280 с. (Соавтор: А. С. Сидоров)
9. Основы физики приборов с зарядовой связью. М., Наука, 1986, 320 с. (Соавтор: В. А. Шилин)
10. Оптоэлектроника. М., Радио и связь, 1989, 360 с.
11. Волоконно-оптические датчики: физические основы, вопросы расчёта и применение. М., Энергоатомиздат, 1990, 256 с. (Соавтор: В. И. Бусурин)
12. Электроника и мир. М.: НТЦ Микротех, 2001, 312 с.
13. Микроэлектроника бортовых вычислительных комплексов. Стратегия успеха. М., Логос, 2006, 192 с. (С коллективом соавторов)
14. Через тернии к звёздам. Замечательные страницы истории отечественной электроники. М., НТЦ Микротех, 2007, 326 с.
15. Президент. Замечательные страницы истории американского президентства от Джорджа Вашингтона до Барака Обамы. М., Логос, 2009, 256 с.